# Nit de les fogueretes

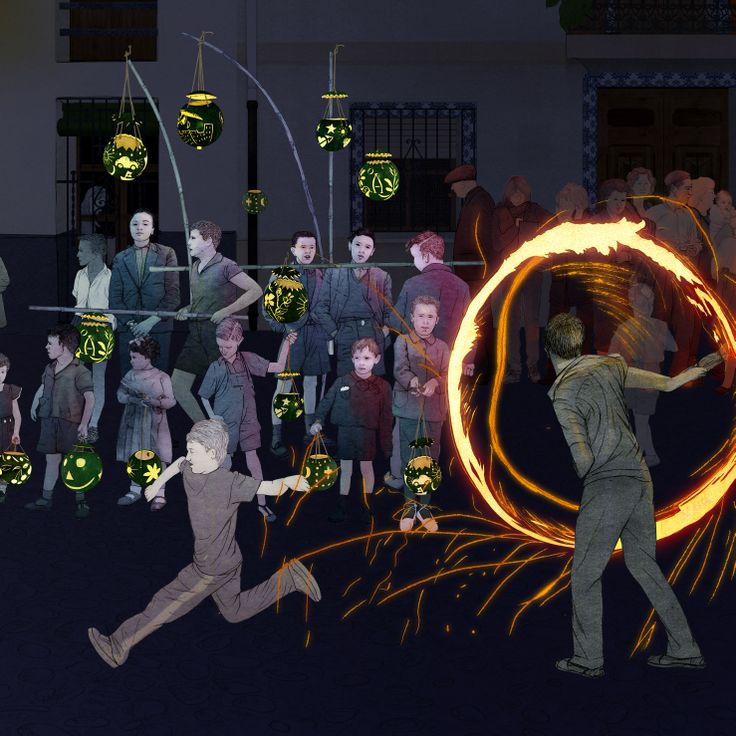
Imatge del Museu Valencià d'Etnologia representant la nit de les fogueretes, amb els fanalets i una falla rodant.

La nit de les fogueretes és una romeria nocturna que se celebra a la vila d'Agullent (Vall d'Albaida) la nit del 3 al 4 de setembre, en honor de Sant Vicent Ferrer. Agraïx la intervenció del sant a l'hora de posar fi a la pesta que afectà a la localitat en 1600.